# Секвілль
Секвілль (англ. Sackville) — містечко в Канаді, у провінції Нью-Брансвік, у складі графства Вестморленд.

## Населення
За даними перепису 2016 року, містечко нараховувало 5331 особу, показавши скорочення на 4,1%, порівняно з 2011-м роком. Середня густина населення становила 71,9 осіб/км².
З офіційних мов обидвома одночасно володіли 1 070 жителів, тільки англійською — 4 120, а 10 — жодною з них. Усього 165 осіб вважали рідною мовою не одну з офіційних.
Працездатне населення становило 62,7% усього населення, рівень безробіття — 10,2% (10,3% серед чоловіків та 10,1% серед жінок). 87,2% осіб були найманими працівниками, а 11,1% — самозайнятими.
Середній дохід на особу становив $42 882 (медіана $33 173), при цьому для чоловіків — $50 615, а для жінок $35 959 (медіани — $38 131 та $29 344 відповідно).
29,2% мешканців мали закінчену шкільну освіту, не мали закінченої шкільної освіти — 15,8%, 55,1% мали післяшкільну освіту, з яких 51,8% мали диплом бакалавра, або вищий, 175 осіб мали вчений ступінь.
| Статево-вікова структура населення | Статево-вікова структура населення | Статево-вікова структура населення | Статево-вікова структура населення | Статево-вікова структура населення |
| ---------------------------------- | ---------------------------------- | ---------------------------------- | ---------------------------------- | ---------------------------------- |
|                                    |                                    |                                    |                                    |                                    |
| Всього                             | Всього                             | 47,2%52,8%                         |                                    |                                    |
| 0 — 14 років                       | 0 — 14 років                       |                                    | 14,1%                              | 14,1%                              |
| 15 — 64 років                      | 15 — 64 років                      |                                    | 61,8%                              | 61,8%                              |
| 65 і більше                        | 65 і більше                        |                                    | 24,1%                              | 24,1%                              |
| 85 і більше                        | 85 і більше                        |                                    | 4%                                 | 4%                                 |
| Середній вік (років)               | Середній вік (років)               | 44,246,6                           | 45,5                               | 45,5                               |
| Медіана (років)                    | Медіана (років)                    | 47,448,4                           | 47,9                               | 47,9                               |
| — чоловіки — жінки                 |                                    |                                    |                                    |                                    |

| Походження мешканців:     | Походження мешканців:     | Походження мешканців: | Походження мешканців: | Походження мешканців: |
| ------------------------- | ------------------------- | --------------------- | --------------------- | --------------------- |
| Походження                |                           |                       | осіб                  | %                     |
| Корінні американці        | Корінні американці        |                       | 185                   | 3.6%                  |
| Інше північноамериканське | Інше північноамериканське |                       | 2 580                 | 50.19%                |
| Європейське               | Європейське               |                       | 3 635                 | 70.72%                |
| британське                | британське                |                       | 3 180                 | 61.87%                |
| французьке                | французьке                |                       | 880                   | 17.12%                |
| українське                | українське                |                       | 85                    | 1.65%                 |
| Латинськоамериканське     | Латинськоамериканське     |                       | 25                    | 0.49%                 |
| Карибське                 | Карибське                 |                       | 25                    | 0.49%                 |
| Африканське               | Африканське               |                       | 45                    | 0.88%                 |
| Азійське                  | Азійське                  |                       | 150                   | 2.92%                 |

| Зайнятість населення за галузями (за класифікацією NOC): | Зайнятість населення за галузями (за класифікацією NOC): | Зайнятість населення за галузями (за класифікацією NOC): | Зайнятість населення за галузями (за класифікацією NOC): | Зайнятість населення за галузями (за класифікацією NOC): |
| -------------------------------------------------------- | -------------------------------------------------------- | -------------------------------------------------------- | -------------------------------------------------------- | -------------------------------------------------------- |
|                                                          |                                                          |                                                          |                                                          |                                                          |
| Управління                                               | Управління                                               |                                                          | 9,3%                                                     | 9,3%                                                     |
| Бізнес, фінанси та адміністрування                       | Бізнес, фінанси та адміністрування                       |                                                          | 11,7%                                                    | 11,7%                                                    |
| Природничі та прикладні науки                            | Природничі та прикладні науки                            |                                                          | 6,3%                                                     | 6,3%                                                     |
| Охорона здоров'я                                         | Охорона здоров'я                                         |                                                          | 10,6%                                                    | 10,6%                                                    |
| Освіта, правозахист, муніципальні та урядові служби      | Освіта, правозахист, муніципальні та урядові служби      |                                                          | 20%                                                      | 20%                                                      |
| Мистецтво, культура, відпочинок та спорт                 | Мистецтво, культура, відпочинок та спорт                 |                                                          | 5,6%                                                     | 5,6%                                                     |
| Роздрібна торгівля та послуги                            | Роздрібна торгівля та послуги                            |                                                          | 21,7%                                                    | 21,7%                                                    |
| Гуртова торгівля, транспорт та обладнання                | Гуртова торгівля, транспорт та обладнання                |                                                          | 8,9%                                                     | 8,9%                                                     |
| Природні ресурси, сільське господарство                  | Природні ресурси, сільське господарство                  |                                                          | 3,7%                                                     | 3,7%                                                     |
| Виробництво                                              | Виробництво                                              |                                                          | 2,4%                                                     | 2,4%                                                     |

## Клімат
Середня річна температура становить 5,7°C, середня максимальна – 22,6°C, а середня мінімальна – -13,6°C. Середня річна кількість опадів – 1 162 мм.
| Клімат поселення                              | Клімат поселення | Клімат поселення | Клімат поселення | Клімат поселення | Клімат поселення | Клімат поселення | Клімат поселення | Клімат поселення | Клімат поселення | Клімат поселення | Клімат поселення | Клімат поселення | Клімат поселення |
| Показник                                      | Січ.             | Лют.             | Бер.             | Квіт.            | Трав.            | Черв.            | Лип.             | Серп.            | Вер.             | Жовт.            | Лист.            | Груд.            |                  |
| Середній максимум, °C                         | −1,84            | −1,13            | 3,69             | 9,49             | 15,77            | 20,76            | 22,55            | 21,99            | 17,85            | 12,20            | 6,60             | −0,04            |                  |
| Середня температура, °C                       | −7,72            | −7               | −2,18            | 3,59             | 9,90             | 14,87            | 18,56            | 18,03            | 13,87            | 8,22             | 2,63             | −4,02            |                  |
| Середній мінімум, °C                          | −13,58           | −12,87           | −8,07            | −2,28            | 4,01             | 9,01             | 14,58            | 14,04            | 9,90             | 4,25             | −1,36            | −8               |                  |
| Норма опадів, мм                              | 106              | 82               | 100              | 84               | 94               | 90               | 93               | 84               | 93               | 109              | 112              | 115              |                  |
| Середньомісячна швидкість вітру, м/с          | 4.97             | 4.87             | 4.94             | 4.77             | 4.37             | 3.95             | 3.64             | 3.57             | 3.93             | 4.44             | 4.77             | 5.08             |                  |
| Середньомісячна сонячна радіація, кДж/м²·день | 5057             | 8404             | 11993            | 14995            | 18113            | 20395            | 20042            | 17699            | 13343            | 8484             | 4886             | 3844             |                  |
| --------------------------------------------- | ---------------- | ---------------- | ---------------- | ---------------- | ---------------- | ---------------- | ---------------- | ---------------- | ---------------- | ---------------- | ---------------- | ---------------- | ---------------- |
| Джерело:                                      |                  |                  |                  |                  |                  |                  |                  |                  |                  |                  |                  |                  |                  |